# Antihypertensivum
Antihypertensivum (Mehrzahl: Antihypertensiva) und Antihypertonikum (Mehrzahl: Antihypertonika) sind Sammelbegriffe für blutdrucksenkende Arzneimittel, die in der Medizin zur Behandlung der arteriellen Hypertonie oder der hypertensiven Krise eingesetzt werden. 
Die wichtigsten Wirkstoffgruppen sind:
- Hemmstoffe des Renin-Angiotensin-Aldosteron-Systems: ACE-Hemmer, AT1-Antagonisten (Sartane), Aldosteronantagonisten
- Diuretika (harntreibende Mittel): Thiaziddiuretika (+ ENaC-Blocker), Schleifendiuretika
- Hemmstoffe des Calciumeinstroms am Herzmuskel: Calciumantagonisten vom Nichtdihydropyridintyp, β₁-selektive Betablocker
- Vasodilatatoren: Calciumantagonisten vom Dihydropyridintyp, nichtselektive Betablocker, Urapidil, Clonidin, Nitroglycerin, Prazosin, Dihydralazin, Minoxidil.